# Palacio de los Marqueses de Alcántara

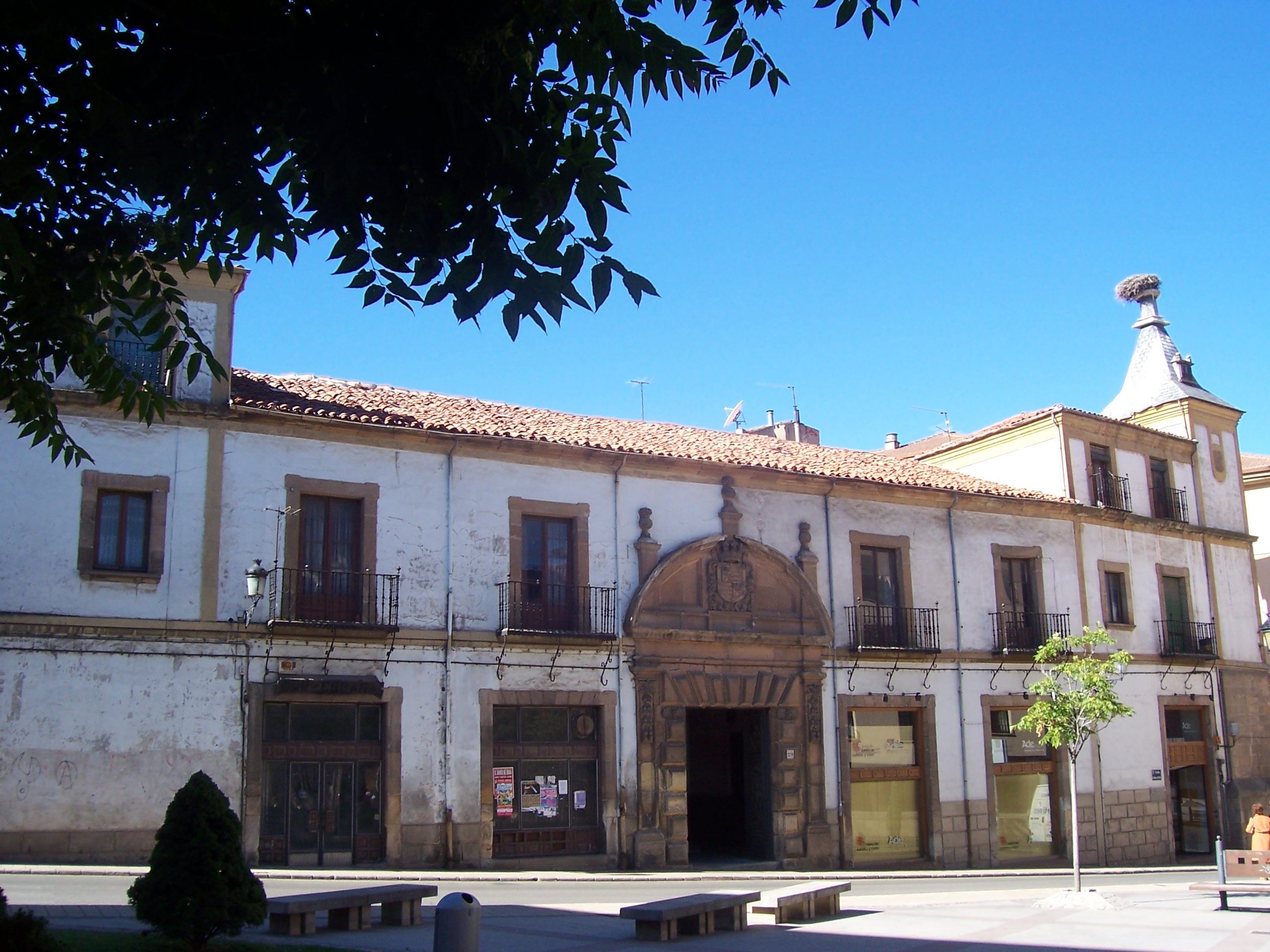
Palacio de los Marqueses de Alcántara

Der Palacio de los Marqueses de Alcántara ist ein Palast in Soria, der Hauptstadt der Provinz Soria in der Autonomen Region Kastilien und León, der im 17. Jahrhundert errichtet wurde. Der Palast in der Calle Caballeros und bis an die Calle Núñez stoßend ist seit 1949 ein geschütztes Baudenkmal (Bien de Interés Cultural).

## Geschichte und Beschreibung
Der barocke Palast wurde für die Condes de Fuerteventura y Marqueses de Velamazán, die später den Titel Marqueses de Alcántara erhielten, gebaut. Der zweigeschossige Bau besitzt einen Eckturm mit spitzer Haube und ein prächtiges Portal mit Bossenwerk. Über dem Portal befindet sich das Wappen der Marqueses de Alcántara.
In dem Palast spielt die von Gustavo Adolfo Bécquer geschriebene Erzählung El rayo de luna (1862 erschienen).